# Hans Krankl
Johann "Hans Krankl (sinh ngày 14 tháng 2, năm 1953 tại Viên) là một huyền thoại bóng đá người Áo những năm 1970-1980 (hiện ông đã giải nghệ).

## Sự nghiệp
Chơi ở vị trí tiền đạo, Krankl là cầu thủ bóng đá người Áo ghi bàn nhiều nhất thế giới. Ông bắt đầu sự nghiệp chuyên nghiệp của mình tại Rapid Wien và ở đó chơi bóng 8 năm, ngoài việc chơi bóng một năm tại Wiener AC. Ông đã giành Chiếc giày vàng châu Âu tại Rapid Wien năm 1978, thu hút sự quan tâm của nhà vô địch La Liga - F.C. Barcelona. Ở F.C. Barcelona ông giành Copa del Rey trong mùa giải đầu tiên cũng như Cúp các câu lạc bộ đoạt cúp bóng đá quốc gia châu Âu (ghi bàn trong trận chung kết), và ông cũng nhận được danh hiệu cầu thủ ghi bàn nhiều nhất ở giải La Liga với 29 bàn trong 1 mùa. Ông trở lại Rapid Wien năm 1981.
Krankl được bình chọn là cầu thủ nổi tiếng nhất của Áo trong 25 năm qua và chưa có một ai xô đổ kỉ lục của ông.

## Sự nghiệp Quốc tế
Krankl xuất hiện lần đầu của mình cho đội tuyển Áo trong một trận đấu giao hữu trong tháng 6 năm 1973 với Brasil. Ông ra sân được 69 trận, ghi 34 bàn thắng. Trận đấu quốc tế cuối cùng của ông trong sự nghiệp diễn ra vào tháng 4 năm 1985 đối đấu với Hungary. Trong mùa giải 1978-1979 của Primera Division, ông là cầu thủ ghi bàn hàng đầu với 29 bàn thắng cho F.C. Barcelona và đã được trao tặng Cúp Pichichi.
Một trong những thành tựu lớn nhất của ông là giúp đội tuyển Áo hội tụ đủ điều kiện tham gia Giải bóng đá vô địch thế giới 1978 sau 20 năm. Ông sau đó tiếp tục ghi được các bàn thắng trước Tây Đức, đội tuyển Áo đã thắng 3-2 và đó là chiến thắng đầu tiên của Áo gặp Tây Đức sau 47 năm.

## Sự nghiệp huấn luyện viên
Kể từ khi kết thúc sự nghiệp của mình tại câu lạc bộ Salzburg, vào năm 1989 Krankl làm huấn luyện viên. Ông đã huấn luyện đội tuyển quốc gia Áo. Ông bị sa thải vào ngày 28 tháng 9 năm 2005 sau khi Áo không thể dự Giải bóng đá vô địch thế giới 2006.

## Sự nghiệp âm nhạc
Krankl khá thành công trong lĩnh vực âm nhạc, với số bản phát hành vào các bảng xếp hạng quốc gia Áo. Thành công âm nhạc lớn nhất của ông là bài "Lonely Boy", phát hành vào năm 1985 và đạt đỉnh ở vị trí thứ 2.

## Thống kê
| Thành tích cấp CLB  | Thành tích cấp CLB  | Thành tích cấp CLB  | Giải vô địch | Giải vô địch                        | Cúp quốc gia | Cúp quốc gia | Cúp liên đoàn   | Cúp liên đoàn   | Cúp châu lục | Cúp châu lục | Tổng cộng | Tổng cộng |
| Mùa giải            | CLB                 | Giải vô địch        | Trận         | Bàn                                 | Trận         | Bàn          | Trận            | Bàn             | Trận         | Bàn          | Trận      | Bàn       |
| Áo                  | Áo                  | Áo                  | Giải vô địch | Giải vô địch                        | Austrian Cup | Austrian Cup | League Cup      | League Cup      | Châu Âu      | Châu Âu      | Tổng cộng | Tổng cộng |
| ------------------- | ------------------- | ------------------- | ------------ | ----------------------------------- | ------------ | ------------ | --------------- | --------------- | ------------ | ------------ | --------- | --------- |
| 1970–71             | Rapid Wien          | Bundesliga          | 4            | 0                                   |              |              |                 |                 |              |              |           |           |
| 1971–72             | Wiener              |                     | 26           | 27                                  |              |              |                 |                 |              |              |           |           |
| 1972–73             | Rapid Wien          | Bundesliga          | 30           | 14                                  |              |              |                 |                 |              |              |           |           |
| 1973–74             | Rapid Wien          | Bundesliga          | 32           | 36                                  |              |              |                 |                 |              |              |           |           |
| 1974–75             | Rapid Wien          | Bundesliga          | 33           | 17                                  |              |              |                 |                 |              |              |           |           |
| 1975–76             | Rapid Wien          | Bundesliga          | 35           | 20                                  |              |              |                 |                 |              |              |           |           |
| 1976–77             | Rapid Wien          | Bundesliga          | 35           | 32                                  |              |              |                 |                 |              |              |           |           |
| 1977–78             | Rapid Wien          | Bundesliga          | 36           | 41                                  |              |              |                 |                 |              |              |           |           |
| Tây Ban Nha         | Tây Ban Nha         | Tây Ban Nha         | Giải vô địch | Giải vô địch                        | Copa del Rey | Copa del Rey | Copa de la Liga | Copa de la Liga | Châu Âu      | Châu Âu      | Tổng cộng | Tổng cộng |
| 1978–79             | Barcelona           | La Liga             | 30           | 29                                  | 1            | 1            | -               | -               | 9            | 6            | 40        | 36        |
| 1979–80             | Barcelona           | La Liga             | 9            | 2                                   | 0            | 0            | -               | -               | 3            | 4            | 12        | 6         |
| Áo                  | Áo                  | Áo                  | Giải vô địch | Giải vô địch                        | Austrian Cup | Austrian Cup | League Cup      | League Cup      | Châu Âu      | Châu Âu      | Tổng cộng | Tổng cộng |
| 1979–80             | First Vienna        | Bundesliga          | 17           | 12                                  |              |              |                 |                 |              |              |           |           |
| Tây Ban Nha         | Tây Ban Nha         | Tây Ban Nha         | Giải vô địch | Giải vô địch                        | Copa del Rey | Copa del Rey | Copa de la Liga | Copa de la Liga | Châu Âu      | Châu Âu      | Tổng cộng | Tổng cộng |
| 1980–81             | Barcelona           | La Liga             | 7            | 3                                   | 0            | 0            | -               | -               | 1            | 0            | 8         | 3         |
| Áo                  | Áo                  | Áo                  | Giải vô địch | Giải vô địch                        | Austrian Cup | Austrian Cup | League Cup      | League Cup      | Châu Âu      | Châu Âu      | Tổng cộng | Tổng cộng |
| 1980–81             | Rapid Wien          | Bundesliga          | 18           | 16                                  |              |              |                 |                 |              |              |           |           |
| 1981–82             | Rapid Wien          | Bundesliga          | 32           | 19                                  |              |              |                 |                 |              |              |           |           |
| 1982–83             | Rapid Wien          | Bundesliga          | 26           | 23                                  |              |              |                 |                 |              |              |           |           |
| 1983–84             | Rapid Wien          | Bundesliga          | 27           | 17                                  |              |              |                 |                 |              |              |           |           |
| 1984–85             | Rapid Wien          | Bundesliga          | 25           | 14                                  |              |              |                 |                 |              |              |           |           |
| 1985–86             | Rapid Wien          | Bundesliga          | 17           | 18                                  |              |              |                 |                 |              |              |           |           |
| 1986–87             | Wiener Sport-Club   |                     | 27           | 20                                  |              |              |                 |                 |              |              |           |           |
| 1987–88             | Wiener Sport-Club   |                     | 33           | 20                                  |              |              |                 |                 |              |              |           |           |
| 1988–89             | Kremser             | First League        | 5            | 1                                   |              |              |                 |                 |              |              |           |           |
| 1988–89             | Austria Salzburg    | First League        | 14           | 10                                  |              |              |                 |                 |              |              |           |           |
| Tổng cộng           | Áo                  | Áo                  | 432          | 321\|\|\|\|\|\|\|\|\|\|\|\|\|\|\|\| |              |              |                 |                 |              |              |           |           |
| Tổng cộng           | Tây Ban Nha         | Tây Ban Nha         | 46           | 34                                  | 1            | 1            | -               | -               | 13           | 10           | 60        | 45        |
| Tổng cộng sự nghiệp | Tổng cộng sự nghiệp | Tổng cộng sự nghiệp | 478          | 355\|\|\|\|\|\|\|\|\|\|\|\|\|\|\|\| |              |              |                 |                 |              |              |           |           |

### Thống kê Sự nghiệp Quốc tế
Scores and results list Austria's goal tally first.
| #   | Ngày                      | Địa điểm                              | Đối thủ     | Tỉ số | Kết quá | Giải đấu                 |
| --- | ------------------------- | ------------------------------------- | ----------- | ----- | ------- | ------------------------ |
| 1.  | 27 tháng 3 năm 1974       | De Kuip, Rotterdam                    | Hà Lan      | 1–0   | 1–1     | Friendly                 |
| 2.  | 04 tháng 9 năm 1974       | Praterstadion, Viên                   | Wales       | 2–1   | 2–1     | Euro 1976 qualifier      |
| 3.  | 28 Tháng 9 năm 1974       | Praterstadion, Vienna                 | Hungary     | 1–0   | 1–0     | Friendly                 |
| 4.  | Ngày 16 tháng 3 năm 1975  | Stade Municipal, Luxembourg           | Luxembourg  | 2–1   | 2–1     | Euro 1976 qualifier      |
| 5.  | 24 Tháng Chín 1975        | Népstadion, Budapest                  | Hungary     | 1–2   | 1–2     | Euro 1976 qualifier      |
| 6.  | 15 Tháng 10 năm 1975      | Praterstadion, Vienna                 | Luxembourg  | 2–2   | 6–2     | Euro 1976 qualifier      |
| 7.  | 15 Tháng 10 năm 1975      | Praterstadion, Vienna                 | Luxembourg  | 5–2   | 6–2     | Euro 1976 qualifier      |
| 8.  | Ngày 22 Tháng 9 năm 1976  | Linzer Stadion, Linz                  | Thụy Sĩ     | 1–0   | 3–1     | Friendly                 |
| 9.  | Ngày 13 tháng 10 năm 1976 | Praterstadion, Vienna                 | Hungary     | 1–2   | 4–2     | Friendly                 |
| 10. | Ngày 13 tháng 10 năm 1976 | Praterstadion, Vienna                 | Hungary     | 2–2   | 4–2     | Friendly                 |
| 11. | Ngày 10 Tháng 11 năm 1976 | Anthi Karagianni Stadium, Kavala      | Hy Lạp      | 2–0   | 3–0     | Friendly                 |
| 12. | Ngày 05 tháng 12 năm 1976 | Empire Stadium, Gżira                 | Malta       | 1–0   | 1–0     | 1978 World Cup qualifier |
| 13. | Ngày 15 Tháng 12 năm 1976 | National Stadium, Ramat Gan           | Israel      | 3–1   | 3–1     | Friendly                 |
| 14. | Ngày 30 tháng 4 năm 1977  | Stadion Lehen, Salzburg               | Malta       | 1–0   | 9–0     | 1978 World Cup qualifier |
| 15. | Ngày 30 tháng 4 năm 1977  | Stadion Lehen, Salzburg               | Malta       | 2–0   | 9–0     | 1978 World Cup qualifier |
| 16. | Ngày 30 tháng 4 năm 1977  | Stadion Lehen, Salzburg               | Malta       | 3–0   | 9–0     | 1978 World Cup qualifier |
| 17. | Ngày 30 tháng 4 năm 1977  | Stadion Lehen, Salzburg               | Malta       | 4–0   | 9–0     | 1978 World Cup qualifier |
| 18. | Ngày 30 tháng 4 năm 1977  | Stadion Lehen, Salzburg               | Malta       | 6–0   | 9–0     | 1978 World Cup qualifier |
| 19. | Ngày 30 tháng 4 năm 1977  | Stadion Lehen, Salzburg               | Malta       | 8–0   | 9–0     | 1978 World Cup qualifier |
| 20. | Ngày 24 tháng 8 năm 1977  | Praterstadion, Vienna                 | Ba Lan      | 2–0   | 2–1     | Friendly                 |
| 21. | Ngày 15 tháng 2 năm 1978  | Nea Filadelfeia Stadium, Athens       | Hy Lạp      | 1–1   | 1–1     | Friendly                 |
| 22. | Ngày 03 tháng 6 năm 1978  | Estadio José Amalfitani, Buenos Aires | Tây Ban Nha | 2–1   | 2–1     | 1978 World Cup           |
| 23. | Ngày 07 tháng 6 năm 1978  | Estadio José Amalfitani, Buenos Aires | Thụy Điển   | 1–0   | 1–0     | 1978 World Cup           |
| 24. | Ngày 21 Tháng 6 năm 1978  | Estadio Chateau Carreras, Córdoba     | Tây Đức     | 2–1   | 3–2     | 1978 World Cup           |
| 25. | Ngày 21 Tháng 6 năm 1978  | Estadio Chateau Carreras, Córdoba     | Tây Đức     | 3–2   | 3–2     | 1978 World Cup           |
| 26. | Ngày 30 tháng 8 năm 1978  | Ullevaal Stadium, Oslo                | Na Uy       | 2–0   | 2–0     | Euro 1980 qualifier      |
| 27. | Ngày 28 Tháng 3 năm 1979  | Parc Astrid, Brussels                 | Bỉ          | 1–1   | 1–1     | Euro 1980 qualifier      |
| 28. | Ngày 29 Tháng 8 năm 1979  | Praterstadion, Vienna                 | Na Uy       | 4–0   | 4–0     | Euro 1980 qualifier      |
| 29. | Ngày 17 tháng 10 năm 1979 | Hampden Park, Glasgow                 | Scotland    | 1–0   | 1–1     | Euro 1980 qualifier      |
| 30. | Ngày 15 tháng 11 năm 1980 | Praterstadion, Vienna                 | Albania     | 5–0   | 5–0     | 1982 World Cup qualifier |
| 31  | Ngày 28 tháng 5 năm 1981  | Praterstadion, Vienna                 | Bulgaria    | 1–0   | 2–0     | 1982 World Cup qualifier |
| 32. | Ngày 17 tháng 6 năm 1981  | Linzer Stadion, Linz                  | Phần Lan    | 3–0   | 3–0     | 1982 World Cup qualifier |
| 33. | Ngày 24 Tháng 3 năm 1982  | Népstadion, Budapest                  | Hungary     | 1–0   | 3–2     | Friendly                 |
| 34. | Ngày 21 tháng 6 năm 1982  | Estadio Carlos Tartiere, Oviedo       | Algérie     | 2–0   | 2–0     | 1982 World Cup           |

## Danh hiệu

### Rapid Wien
- Cầu thủ Áo chơi ở Bundesliga: 1982, 1983
- Austrian Cup: 1976, 1983, 1984, 1985
- Cúp các câu lạc bộ đoạt cúp bóng đá quốc gia châu Âu: Á quân 1985

### F.C. Barcelona
- UEFA Cup Winners' Cup: 1979
- Copa del Rey: 1981

### Cá nhân
- Cầu thủ Áo của năm: 1973, 1974, 1977, 1982, 1988
- Cầu thủ Áo ghi nhiều bàn thắng nhất tại Bundesliga: 1974, 1977, 1978, 1983
- Pichichi Trophy: 1979
- Chiếc giày vàng Châu Âu: 1978
- Huấn luyện viên Áo của năm: 1999